# Silvia Lussana
Silvia Lussana (ur. 10 października 1988 w Bergamo) – włoska siatkarka, reprezentantka Włoch, grająca na pozycji libero. Od sezonu 2018/2019 występuje w drużynie Pomì Casalmaggiore.